# Линьян-и-Сиснерос, Мельчор
Мельчор Линьян-и-Сиснерос (исп. Melchor Liñán y Cisneros; 19 декабря 1629, Торрелагуна (Мадрид), Испания — 28 июня 1708, Лима, Перу) — испанский священник, прелат и колониальный чиновник. Вице-король Перу с 1678 по 1681.

## Биография
Образование Линьян-и-Сиснерос получил в университете Алькала, там же он получил докторскую степень. Затем он занимал должность капеллана в Буйтраго. Также работал в следователем Святой Инквизиции.
В Америку Линьян-и-Сиснерос прибыл в 1664 году и занимал там вначале должность епископа Санта-Марты, в 1667 году он был назначен архиепископом Чаркаса.
Из-за плохой работы губернатора он был послан инспектировать Новое королевство Гранада, современная Колумбия. 2 июня 1671 года он на временной основе занял поста генерал-губернатора этой колонии.
В 1678 году Линьян-и-Сиснерос был назначен вице-королём Перу, к этому времени он уже занимал архиепископскую кафедру в Лиме.
Одним из его достижений на посту вице-короля стало возведение укреплений в порту Кальяо для отражения нападений голландских пиратов. Также ему пришлось подавлять восстания католического духовенства, францисканцев в Куско и доминиканцев в Кито, недовольных назначениями высших церковных сановников из Испании, а не из среды местного духовенства.
В 1681 году на посту вице-короля его заменил Мельчор де Наварра и Рокафуль.
В качестве награды за его услуги испанский король предоставил Линьян-и-Сиснересу титул графа де ла Пуэбла да Лос-Вальес.
Скончался в Лиме в 1708 году.